# مجموعات عرين الأسود
مجموعة عرين الأسود هي مجموعة مقاومين فلسطينيين ظهرت في عام 2022 في مدينة نابلس، وهم مسلحون من كتائب القسام وكتائب شهداء الأقصى وسرايا القدس الذراع العسكري لحركة الجهاد الإسلامي، وتتخذ من البلدة القديمة في مدينة نابلس (شمال الضفة الغربية المحتلة) مقراً لها، وأُسست في حفل تأبين محمد العزيزي وعبد الرحمن صبح. وتعد من المجموعات الحديثة الناشئة في الضفة الغربية، والتي كانت نواتها سابقاً مجموعة نابلس.
وضحت المجموعة نهجها في بيان لها قرأ في تأبين الأربعين لمؤسسها بتأكيدها على عدم ترك البندقية تحت أي ظرف وتوجيهها نحو الاحتلال ومستوطنيه ومن يساندهم من العملاء فقط، وأن هذه البندقية لن تطلق رصاصة بالهواء، كما أنهم يرفعون الغطاء ويدينون كل من يستخدم اسمهم لمطالبة التجار بالمال بحجة دعم المقاومة. يربط المحللون بين مجموعات عرين الأسود وبين القوة العسكرية التي تعرف باسم كتيبة جنين، وخصوصاً في مخيم جنين حيث أنهما العنوانان الأبرز للوجود الفلسطيني المسلّح في فلسطين والضفة الغربية.

## البدايات
بداية المجموعة تعود إلى حادثة اغتيال قامت بها قوات الاحتلال الإسرائيلي في عملية خاصة بمدينة نابلس لثلاثة شباب في 8 فبراير 2022. حيث قامت القوات الإسرائيلية باغتيال ثلاثة من نشطاء كتائب شهداء الأقصى في نابلس، هم أدهم مبروكة (الشيشاني)، ومحمد الدخيل، وأشرف مبسلط، وظهور اسم «كتيبة نابلس» في وصف المجموعة التي ينتمي إليها الشباب الثلاثة. بعد ذلك قامت القوات الإسرائيلية باغتيال اثنين من نشطاء كتائب الأقصى في نابلس في 24 يوليو 2022، وهما محمد العزيزي وعبد الرحمن صبح، ونجا إبراهيم النابلسي من الاغتيال وقتها، ويُعد العزيزي من مؤسسي المجموعة الأولى. وأخيرا قيام القوات الإسرائيلية باغتيال اثنين من نشطاء «كتيبة نابلس» في 9 أغسطس 2022 هما إبراهيم النابلسي وإسلام صبوح.
بعد ذلك تم الإعلان رسمياً عن تشكيل مجموعات عرين الأسود في 2 سبتمبر 2022 خلال تأبين الأربعين لاغتيال محمد العزيزي وعبد الرحمن صبح، وتنظيم استعراض عسكري للمجموعات، والإعلان أن العزيزي وعبد الرحمن صبح هَمَّ مؤسسي مجموعات عرين الأسود، حيث ظهر مقاومو “العرين” بكامل عدتهم وعتادهم في صورة منظمة أبهرت جموع الفلسطينيين ممن حضروا المهرجان ومن تابعوا المشهد إعلاميا، وبعد اعتقال أحد مؤسسي المجموعة مصعب اشتيه من قبل السلطة الوطنية الفلسطينية وخروج المتظاهرين في مدينة نابلس إلى الشوارع احتجاجًا على اعتقاله ومن ثم تبعه اغتيال سائد الكوني أحد أبرز الناشطين بها والذي استشهد على يد القوات الإسرائيلية وكان عمره (22 عام) وتمت عملية اغتياله في منطقة التعاون بجبل جرزيم أحد أهم جبال نابلس (جرزيم وعيبال) في تاريخ 24 سبتمبر 2022 بدأت المجموعات ينتشر اسمها بشكل واسع.

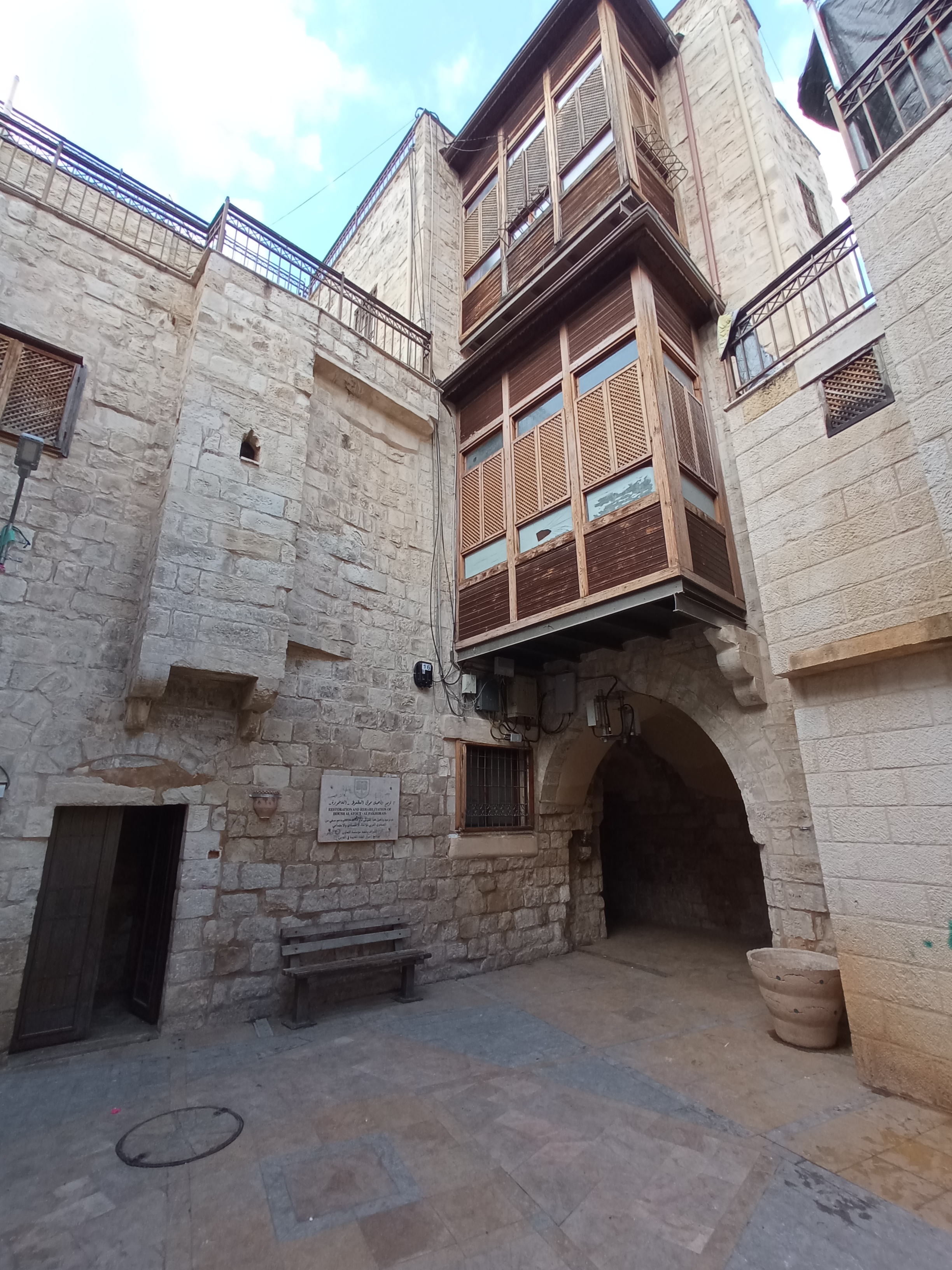
حوش العطعوط في البلدة القديمة، وهو مقر مجموعات عرين الأسود.

## أعضاء المجموعات
تتكون المجموعات من شباب في مُقتبل العمر، يرتدون زيّاً موحداً باللون الأسود، وتغطي فوهات بنادقهم قطع من القماش الأحمر، لتؤكد أن لا رصاصة ستطلق هدراً، كما أنهم بعيدون عن أي تصرفات فردية، ولا يظهرون للإعلام إلا منضبطين وموحدي الشكل والهيئة الخارجية. وتتكوّن من شباب كتائب شهداء الأقصى (الجناح العسكري لحركة فتح) ومن أبناء الأجهزة الأمنية التابعة للسلطة، إلا أن المجموعة ضمّت أيضاً شباباً من مختلف الفصائل مثل مصعب اشتيه الذي يُنسب لحركة حماس ومحمد طبنجة الذي يُنسب للجبهة الشعبية لتحرير فلسطين. لكن جميعهم يعملون تحت اسم «عرين الأسود» دون تفرقة فصائلية.
العدد الأكبر من أعضاء عرين الأسود ينتمون إلى كتائب شهداء الأقصى التابعة لحركة «فتح»، ولكنها في منشوراتها واجتماعاتها تذكر بالقادة التاريخيين الشهداء من كل الفصائل، بداية بالرئيس المؤسس ياسر عرفات، والشيخ أحمد ياسين وأبو علي مصطفى، وفتحي الشقاقي، وغيرهم من قادة النضال الفلسطيني. ويؤكدون أنهم يرفضون الانقسام ويجسدون الوحدة على الأرض.

## أسلوب المقاومة
تتبع المجموعات أسلوب المقاومة الذي يقوم على المبادرة والمباغتة، بحيث لا ينتظرون جيش الاحتلال ليقتحم البلدة القديمة ويحاصرهم، بل هم الذين يلاحقونه على مدار الساعة، وفي كل مكان يتواجد فيه، على الحواجز العسكرية وبقية تجمعاته. وهم لا يتخفون ويختفون بقدر ما أنّهم يتحصّنون في أماكن يتحدون الاحتلال أن يدخلها، ويكونون هم على أهبة الاستعداد للمواجهة والدفاع عن أنفسهم، أو عن أي منطقة يدخلها القوات الإسرائيلية.

## الأهداف
تهدف المجموعات إلى تحقيق عدد من الأهداف منها:
- العمل والمقاومة على قلب رجل واحد، دون الالتفات إلى لون أو فصيل، وهي تتسع لتضم الجميع تحت راية التوحيد (لا إله إلا الله).
- إعادة إحياء روح المقاومة في نفوس الشعب الفلسطيني، وتغيير المعادلة من التخفي من الاحتلال إلى ملاحقته ومطاردته، ومطاردة المستوطنين في كل مكان.

## الرد من القوات الإسرائيلية
بتاريخ 13 أكتوبر 2022 كانت هذه المجموعة موضوعاً مركزياً في المداولات التي جرت، في مكتب رئيس الوزراء يائير لبيد، وفي مكتب غانتس، وشارك فيها كل من رئيس أركان الجيش أفيف كوخافي، ورئيس الشاباك رونين بار، والمفتش العام للشرطة يعقوب شبتاي، ومسؤولون أمنيون آخرون. حيث كشف وزير الدفاع الإسرائيلي بيني غانتس، أن جيشه أرسل نصف قواته في الضفة الغربية. ووضع هدفاًاستراتيجي لهذه القوات بتصفية مجموعة عرين الأسود.
ضاعفت القوات الإسرائيلية من التحريض على عرين الأسود، حتى أنه وصف الخطر القادم من نابلس بأكثر من ذلك الذي مصدره مدينة ومخيم جنين، وطالب السلطة الفلسطينية بأن تقوم بضبط الحالة الأمنية، مع التهديد بإعادة اجتياح المدينة. قام جهاز الأمن الوقائي بتاريخ 19 سبتمبر 2022 باعتقال الأسير المحرر مصعب اشتية من مدينة نابلس وهو أحد أعضاء المجموعة، وينتمي لحركة حماس، مع رفيقه في الجبهة الشعبية عميد طبيلة، وهو ما خلق حالة من الغضب الشعبي، إلى جانب غضب المجموعة التي دعت إلى مسيرة احتجاج ضد اعتقال اشتية استمرت لأكثر من يومين متواصلين ضد الأجهزة الأمنية الفلسطينية إلى حين أن توصلت المجموعة مع السلطة الفلسطينية لاتفاق يضمن عدم مطاردة المقاومين في المدينة.
إن الجيش الإسرائيلي ومخابراته عاجزون عن فهم هذه المجموعة من المسلّحين في منطقة نابلس، وصياغة خطوات فعّالة لمواجهتها. لأن منظومة المجموعة صعبة للغاية بالنسبة للمنظومة العسكرية والاستخبارية، لأنها على عكس المنظمات القائمة والمعترف بها، فهي تُشكل مفهوما جديدا وغريبا من ناحية اتّساع نطاقها. ولأن المجموعة لا تعمل تحت راية معيّنة، وهي تسعى إلى قيادة خط وطني جديد ضد إسرائيل. وبدأ جهاز الأمن العام الإسرائيلي وجيش الاحتلال بتكثيف جهودهما الحثيثة لإحباط العمليات التي تنفّذها مجموعات «عرين الأسود» في نابلس شمالي الضفة الغربية المحتلّة،
بتاريخ 23 أكتوبر 2022 تم اغتيال تامر الكيلاني أحد مؤسسي جماعة عرين الأسود بانفجار عبوة ناسفة على دراجة نارية في مدينة نابلس بالضفة الغربية المحتلة. وفي 25 أكتوبر 2022 - اقتحم جنود الاحتلال شقة في نابلس تستخدمها المجموعة كمقر. واستشهد ثلاثة من مقاتلي المجموعات، من بينهم أحد مؤسسي المجموعة وديع الحوح. وقتل فلسطينيان آخران في المناطق المجاورة. واندلعت الاحتجاجات في بلدة النبي صالح بعد ساعات من المداهمة التي أسفرت عن مقتل فلسطيني برصاص جنود الاحتلال.
وبعد اغتيال الحوح، أعلن رئيس الوزراء الإسرائيلي السابق يائير لبيد، عن اغتاليه في بيان صحفي.
في 26 أكتوبر 2022، أعلن الجيش الإسرائيلي اعتقال ثلاثة فلسطينيين واتهامهم بالانتماء إلى مجموعة عرين الأسود.
في 22 شباط/ فبراير، اغتال الجيش الإسرائيلي، حسام اسليم ومحمد الجنيدي (أبو بكر)، واشاب آخر كان يتواجد معهم، بالإضافة 8 فلسطينيين آخرين، في عملية عسكرية واسعة في مدينة نابلس، واتهم الاحتلال اسليم بالمسؤولية عن إطلاق نار، أدت إلى مقتل جندي إسرائيلي، بالإضافة إلى كونه والجنيدي، أحد قيادات عرين الأسود.
وقبل عملية الاغتيال، اعتقل الجيش الإسرائيلي في 13 شباط/ فبراير، الشاب أسامة الطويل وعبد الكامل جوري، بتهمة المشاركة في عملية إطلاق النار، مع حسام اسليم، في تشرين الأول/ نوفمبر 2022، وأدت إلى مقتل جندي على حاجز شافي شمرون بنابلس، وخلال عملية الاعتقال استشهد الشاب أمير البسطاي. وفي 15 حزيران/ يونيو 2023، فجر الجيش الإسرائيلي، منزل الأسير الطويل، بتهمة مشاركته في العملية.
وفي 22 أيلول/ سبتمبر 2023، اعتقل الجيش الإسرائيلي خالد الطبيلة، بعد ساعات من خروجه من السجون السلطة الفلسطينية، الذي وصف باعتباره القائد الأخير لمجموعة عرين الأسود.
قبل اقتحام إسرائيلي لمدينة نابلس، استشهد الشاب عايد عادل القني، بعد انفجار عبوة ناسفة كان يعدها في منزله ببلدة كفر قليل شرق نابلس، ونعت مجموعة عرين الأسود القني، باعبتاره من "خيرة جنودها، وأحد عناصر تصنيع العبوات الناسفة فيها".

## الروابط خارجية
- لماذا تخاف إسرائيل من عرين الأسود؟ - ميدان الجزيرة
- سيناريوهات - "عرين الأسود".. ما الذي تعرفه عن المجموعة التي أرقت إسرائيل؟ - سيناريوهات - الجزيرة